# Định luật bảo toàn khối lượng

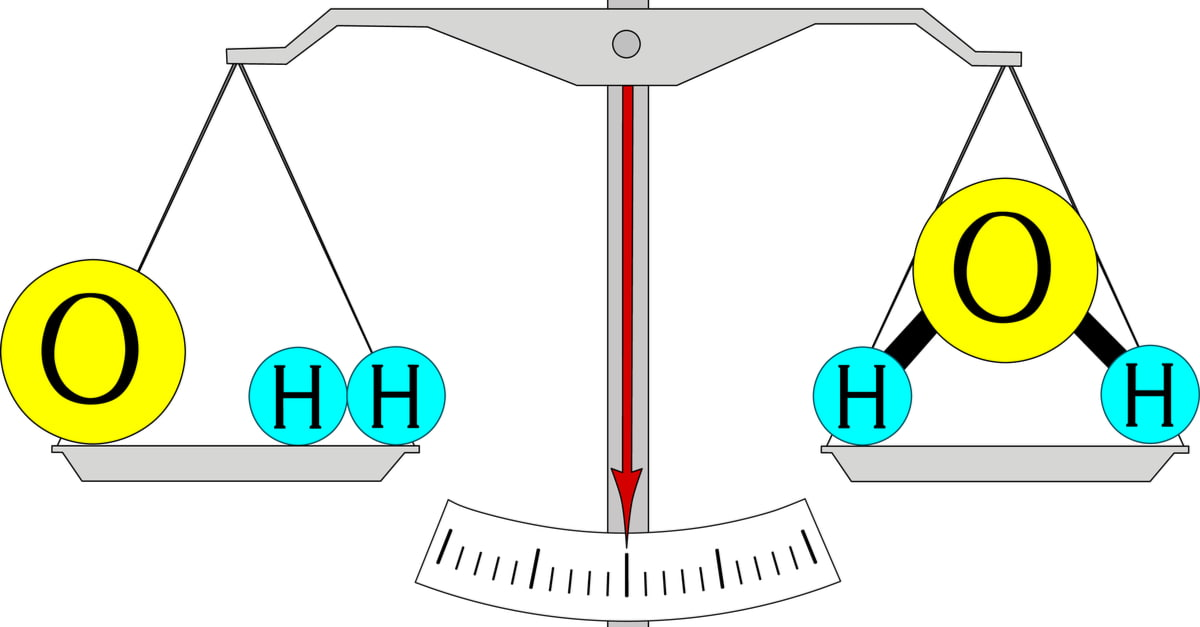
Minh hoạ ĐỊnh luật bảo toàn khối lượng nguyên tố nước

Định luật bảo toàn khối lượng hay định luật Lomonosov - Lavoisier là một định luật cơ bản trong lĩnh vực hóa học, được phát biểu như sau: Trong phản ứng hóa học, tổng khối lượng các chất đã tham gia phản ứng bằng tổng khối lượng các sản phẩm tạo thành.

## Lịch sử
Định luật bảo toàn khối lượng được hai nhà khoa học Mikhail Vasilyevich Lomonosov và Antoine Lavoisier khám phá độc lập với nhau qua những thí nghiệm được cân đo chính xác, từ đó phát hiện ra định luật bảo toàn khối lượng.
- Năm 1748, nhà hóa học người Nga Mikhail Vasilyevich Lomonosov đặt ra định đề.
- Năm 1789, nhà hóa học người Pháp Antoine Lavoisier phát biểu định luật này.

Khi cân bình nút kín đựng bột kim loại trước và sau khi nung, M.V.Lomonosov   thấy  khối lượng của chúng  thay đổi, cho dù những chuyển hoá hoá học đã xảy ra với kim loại trong bình. Khi áp dụng các phương pháp định lượng nghiên cứu phản ứng hoá học, năm 1748 Lomonosov đã tìm định luật quan trọng này. Lomonosov trình bày định luật như sau: "Tất cả những thay đổi xảy ra trong tự nhiên hoá chất là nếu mất đi bao nhiêu ở vật lý này, thì có bấy nhiêu điểm thẩm mỹ thêm vào ở vật thể khác. Như vậy,  ở đây giảm đi bao nhiêu vật chất, thì sẽ có từng ấy vật chất tăng lên ở chỗ khác".

## Bản chất
Trong phản ứng hoá học có sự thay đổi liên kết giữa các nguyên tử, sự thay đổi này chỉ liên quan đến các điện tử còn số nguyên tử của mỗi nguyên tố được giữ nguyên và khối lượng của các nguyên tử không đổi, vì thế tổng khối lượng các chất được bảo toàn. Định luật này đôi khi còn được gọi là Định luật bảo toàn khối lượng của các chất, vì ở cùng một địa điểm trọng lượng tỷ lệ với khối lượng.
Lomonosov cũng nhận thấy rằng bảo toàn năng lượng cũng có giá trị đối với các phản ứng hóa học.